# Music Encoding Initiative
Die Music Encoding Initiative (MEI) ist ein Open-Source-Projekt und gleichnamiges Dokumentenformat zur Kodierung, Austausch und Archivierung von Musik, welches von der MEI entwickelt wird. Das Projekt wird auf GitHub gehostet und von der Akademie der Wissenschaften und der Literatur betreut.  
Sowohl durch die Kopplung von Organisation und Format als auch bezüglich der Zielsetzung ähnelt sie der Text Encoding Initiative. 

## MEI als Datenformat
Das Format basiert auf der weit verbreiteten Extensible Markup Language (XML). Es bietet einheitliche Kodierungsregeln sowohl für verschiedene Notationsformen als auch für philologische Probleme wie beispielsweise die Notierung von Varianten in verschiedenen Quellen. Die Kontextualisierung dieser Informationen wird durch die Erstellung komplexer Metadaten ermöglicht. MEI wird beispielsweise für Metadatenkataloge oder kritische Editionen (teilweise auch älterer Musik) verwendet. Die Edirom-Technologie beruht ebenfalls auf dem MEI-Format. Es wird weltweit von zahlreichen wissenschaftlichen Projekten genutzt und beständig weiterentwickelt.
Auch mit MusicXML ist das Datenformat vergleichbar, wobei es sich von diesem durch seine Ausrichtung auf wissenschaftliche und editorische Belange abgrenzt. Das Dokumentenformat wird unter einer Open-Source-Lizenz veröffentlicht.